# Rationalitetskritik
Rationalitetskritik eller fornuftskritik er en filosofisk tilgang, der undersøger og kritiserer begrænsningerne, manglerne eller antagelserne i rationalitetens anvendelse i filosofi, videnskab, samfund og individuel tankegang. Den udfordrer ideen om, at rationalitet altid fører til sandhed, korrekt viden eller rationelle handlinger og beslutninger.

## Perspektiver
Rationalitetskritik har rødder i en bred vifte af filosofiske traditioner og skoler, og dens indflydelse strækker sig over mange forskellige områder af samfundslivet. I tidligere perioder af historien har rationalitetskritik manifesteret sig gennem forskellige filosofiske og kulturelle strømninger.

### Skepticisme
Skeptiske filosoffer som Sextus Empiricus fra den hellenistiske periode samt senere skeptiske filosoffer har kritiseret menneskets evne til at opnå sikker viden om verden. De har understreget tvivlens og usikkerhedens betydning og argumenteret for en mere ydmyg tilgang til vores tænkning.

### Spiritualitet og mysticisme
I modsætning til en strikt rationalistisk tilgang har mange mystiske og spirituelle traditioner i forskellige kulturer kritiseret den ensidige fokus på rationel viden og argumenteret for vigtigheden af intuition, åndelighed og erfaringer uden for det rationelle sind. Disse traditioner har ofte fremhævet det irrationelle og intuitive som kilder til forståelse.

### Augustin
Augustin var en af de tidlige kristne kirkefædre, skrev om forholdet mellem tro og fornuft og udforskede spørgsmål om viden og erkendelse i sit værk "Confessiones” og andre skrifter. Selvom han var optaget af at forene kristen tro med fornuft, udtrykte han også bekymring for fornuftens begrænsninger og menneskets uendelige søgen efter sandhed.

### Middelalderfilosofi
Mange middelalderlige tænkere som Augustin og Pseudo-Dionysius inden for den kristne tradition, argumenterede for, at den højeste form for viden ikke kunne nås gennem rationel spekulation alene, men gennem direkte guddommelig åbenbaring eller mystisk erfaring. Denne kritik af rationalitetens overlegenhed og dens evne til at nå sandheden var dybt forankret i middelalderens teologiske og filosofiske diskussioner og fortsatte med at forme filosofiske og teologiske debatter gennem renæssancen og ind i den moderne tid.
Nicholas of Cusa, også kendt som Nicolaus Cusanus på latin, var en tysk filosof, teolog, jurist og mystiker, der levede fra 1401 til 1464. Ét aspekt af Cusanus' tænkning, der kan ses som rationalitetskritisk, er hans udforskning af begrænsningerne i menneskelig fornuft og sprog i at gribe det guddommelige. Han foreslog begrebet "lærd uvidenhed" (docta ignorantia), hvilket antyder, at sand viden indebærer anerkendelse af begrænsningerne i det menneskelige intellekt og at omfavne en tilstand af ydmyg uvidenhed over for guddommelige mysterier.

### Immanuel Kant
Immanuel Kant kritiserede den rene fornufts evne til at opnå sand viden om verden uden empirisk observation. Han udviklede ideen om, at visse aspekter af virkeligheden ligger ud over fornuftens rækkevidde, og at der er grænser for, hvad vi kan kende gennem fornuften alene.

### Romantikken
I romantikken i det 18. og 19. århundrede rejste filosoffer som Friedrich Schelling, Johann Georg Hamann og Johann Wolfgang von Goethe kritik af oplysningstidens rationalitet. De argumenterede for, at den oplyste rationalitet overså menneskets følelser, intuition og åndelige længsler og dermed underminerede menneskets fulde forståelse af verden.

### Karl Marx
Karl Marx udviklede en fornuftskritik som en del af sin kritik af kapitalismen. Hans fornuftskritik fokuserede på hvordan kapitalismen, især dens økonomiske strukturer, arbejdsforhold og sociale relationer, undertrykker og fremmedgør arbejderne. Marx argumenterede for, at den kapitalistiske produktionsmåde skabte en form for "falsk bevidsthed" eller ideologisk manipulation, der forhindrede arbejderne i at forstå deres virkelige situation og muligheder.
Marx mente, at kapitalismen producerede en tilstand af fremmedgørelse, hvor arbejderne mistede forbindelsen til deres arbejde, produktionsmidlerne og endda til sig selv og hinanden. Han beskrev flere former for fremmedgørelse, herunder arbejdets fremmedgørelse (hvor arbejderen mister kontrol over produktionsprocessen), produktionsmidlernes fremmedgørelse (hvor arbejderen ikke ejer produktionsmidlerne), og fremmedgørelse fra selve det menneskelige potentiale og fællesskabet.
Marx argumenterede også for, at den kapitalistiske logik med profitmaksimering førte til ulighed, udbytning og en række andre sociale og økonomiske uretfærdigheder. Han så fornuftskritikken som en central del af sin analyse af kapitalismen og som en nødvendig forudsætning for at opnå social forandring og skabe en mere retfærdig samfundsorden.

### Eksistentiel filosofi
Den moderne eksistentielle filosofi hos Søren Kierkegaard, Friedrich Nietzsche, Martin Heidegger og Jean-Paul Sartre har også en kritisk tilgang til rationalitet, især i forhold til dens begrænsninger i at forklare eller give mening til alle aspekter af den menneskelige tilværelse. Mens rationalitet er værdifuld til at analysere og forstå visse fænomener, argumenterer eksistentielle filosoffer ofte for, at den ikke er tilstrækkelig til at adressere de dybere spørgsmål om menneskelig eksistens, såsom mening, frygt, lidelse og død. De hævder, at rationalitet alene ikke kan give os en fuldstændig forståelse af disse aspekter af vores liv, og at vi må søge andre tilgange, såsom erfaring, følelse og eksistentialistisk refleksion, for at nærme os disse spørgsmål.

### Kritisk teori
Den kritiske teori som blev udviklet af Frankfurt-skolen har også bidraget til rationalitetskritik ved at undersøge, hvordan ideologier og magtstrukturer former vores tænkning og handlinger. Filosoffer som Theodor Adorno, Max Horkheimer og Herbert Marcuse har fremhævet rationalitetens ambivalens og potentiale for undertrykkelse.
Adorno og Horkheimer var to centrale tænkere inden for Frankfurt-skolens kritiske teori, hvis mest kendte værk er Oplysningens dialektik ("Dialektik der Aufklärung"), udgivet i 1944. I dette værk analyserer de forholdet mellem oplysning og undertrykkelse i moderne samfund. De hævdede, at oplysningstænkningens rationalitet, som traditionelt blev anset for at være en kilde til frigørelse og fremskridt, i virkeligheden bidrog til destruktion og undertrykkelse. Adorno og Horkheimer argumenterede for, at rationaliteten var blevet instrumentaliseret, hvor den blev brugt til at undertrykke individets kreativitet og autonomi og til at legitimere magtstrukturer i samfundet.

### Feministisk filosofi
Feministiske filosoffer har kritiseret traditionelle former for rationalitet for at være præget af maskuline værdier og privilegere visse former for viden og erfaringer. Filosoffer som Simone de Beauvoir, Judith Butler og bell hooks har fremhævet vigtigheden af at inkludere forskellige perspektiver og erfaringsgrundlag i vores forståelse af rationalitet.

### Postkolonial teori
Postkolonial teori har også udfordret vestlige forestillinger om rationalitet og erkendelse og har argumenteret for, at de er præget af koloniale magtstrukturer. Filosoffer som Frantz Fanon, Edward Said og Gayatri Chakravorty Spivak har fremhævet vigtigheden af at dekolonisere vores tænkning og anerkende mangfoldigheden af verdenssyn og epistemologier

#### Postmoderne filosofi og dekonstruktion
Postmodernistiske og dekonstruerende filosoffer som Jacques Derrida, Michel Foucault og Jean-François Lyotard har udfordret forestillingen om en objektiv og universel rationalitet. De har argumenteret for, at vores forståelse af verden er formet af historiske, kulturelle og sproglige kontekster, og at rationalitet er kontekstafhængig og magtfordrejet.

### Sociologisk rationalitetskritik
Ved at fremhæve den sociale og kulturelle indlejring af rationalitet bidrager denne tilgang til vores bevidsthed om, hvordan magt og normer former vores tænkning og handlinger. Det opfordrer os til at undersøge de sociale strukturer, der kan skabe uligheder eller forvride vores rationalitet, og til at arbejde hen imod mere retfærdige og inkluderende beslutningsprocesser.
Elias Canetti, en bulgarsk-født forfatter og nobelpristager i litteratur, var kendt for sin kritik af moderne samfunds rationalitet og magtstrukturer. Hans værker udforskede kompleksiteten og ofte kaotiske natur af menneskelig interaktion og magtdynamik. Han kritiserer den irrationelle og destruktive karakter af masserne, der kan føre til mobberi, vold og undertrykkelse.

## Kritik af rationalitetskritikken
Albert Camus var en fransk forfatter og filosof, som havde nogle kritikpunkter af fornuftskritikken, især som den blev fremstillet af samtidige eksistentialister som Jean-Paul Sartre. Camus mente, at den eksistentialistiske fornuftskritik var ulogisk og selvmodsigende, fordi den anvendte fornuften til at kritisere fornuften med. Kritik af fornuften og dens begrænsninger er dog en legitim filosofisk tilgang, og mange filosoffer har siden antikken gjort brug af rationalitetskritik som en måde at udforske fornuftens begrænsninger, blindgyder og konsekvenser på.